# Liste der Baudenkmäler in Schwangau

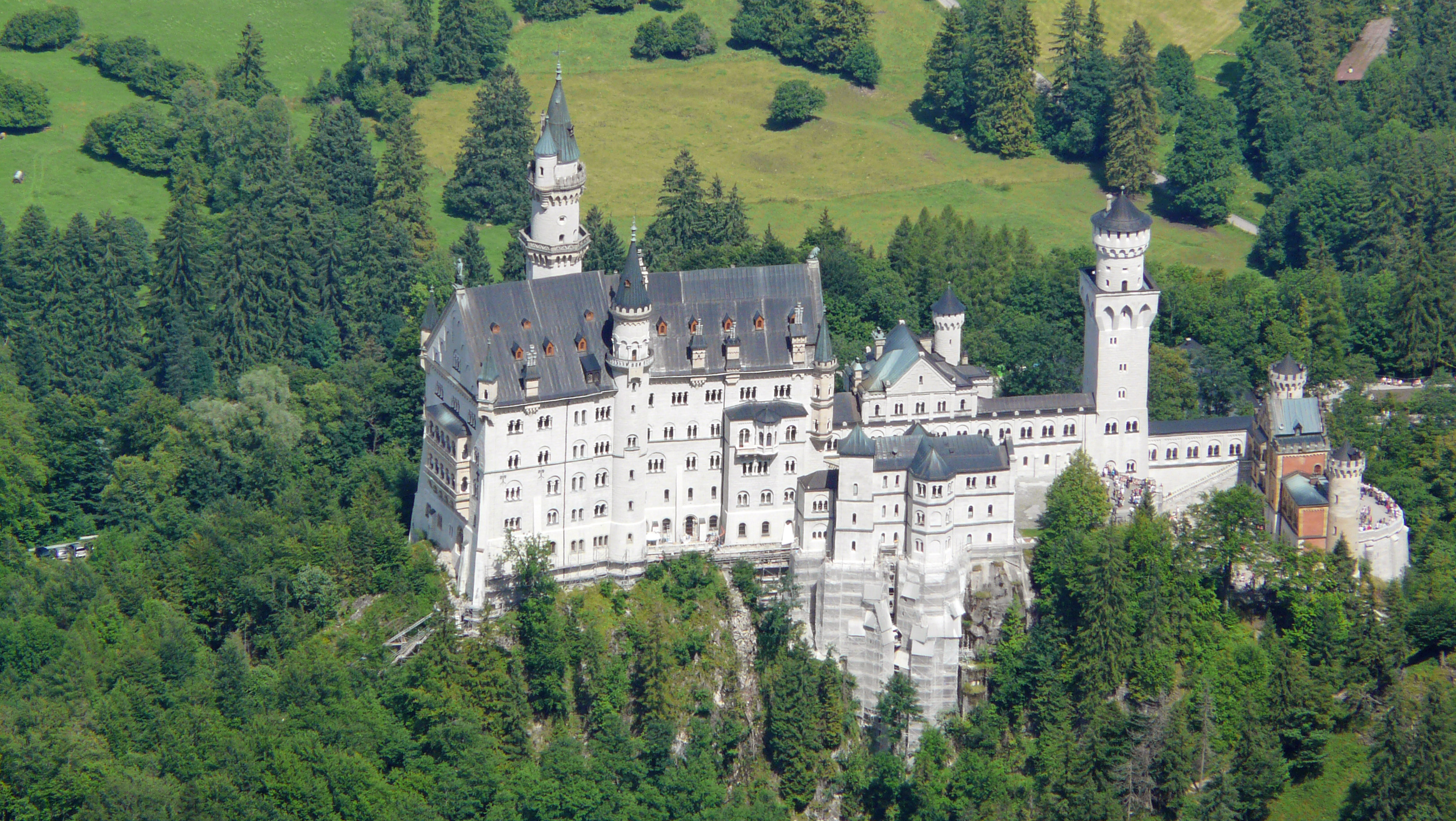
Schloss Neuschwanstein

Auf dieser Seite sind die Baudenkmäler in der schwäbischen Gemeinde Schwangau zusammengestellt. Diese Tabelle ist eine Teilliste der Liste der Baudenkmäler in Bayern. Grundlage ist die Bayerische Denkmalliste, die auf Basis des Bayerischen Denkmalschutzgesetzes vom 1. Oktober 1973 erstmals erstellt wurde und seither durch das Bayerische Landesamt für Denkmalpflege geführt wird. Die folgenden Angaben ersetzen nicht die rechtsverbindliche Auskunft der Denkmalschutzbehörde.

## Ensembles

### Ensemble Ortskern Schwangau
Das Dorf Schwangau ist halbkreisförmig um den Fuß einer Anhöhe gelagert. Im Mittelalter war der Ort im Besitz jener welfischen Ministerialen, die in Horn, Hohenschwangau und Neuschwanstein 6 Burgen unterhielten; der Sitz der
Pfarrei und ab dem 17. Jahrhundert auch des Pflegegerichts war Waltenhofen. Im Gißhibl (von Gießhügel) und in Oberdorf, die bei der im 15. Jahrhundert errichteten Filialkirche liegen, sind die ältesten Ortsteile zu erkennen, außerdem in der Kröb (von kröwel = Haken), die ihren alten Namen der winkelförmigen Lage um den Hügel verdankt (W. Jakob). Entstehung und Lage der Ortsteile hängt wohl eng mit der Orientierung einerseits an den Burgen (Gißhibl und Oberdorf) und am Sitz der Pfarrei in Waltenhofen (Kröb) zusammen. Das Mitteldorf ist durch seine regelmäßigere Grundrißgestalt als spätere, planmäßig angelegte Ergänzung – an der Straße nach Schongau – ausgewiesen. Zu den ältesten Teilen Schwangaus ist auch die Hieblerstraße zu rechnen, die zum Dorfweiher am Hügel hinaufführt. Der Weiher ist eine planmäßige Anlage wohl des 16./17. Jahrhundert, vergleichbar jenem spätmittelalterlichen, urkundlich bezeugten in Pfronten-Dorf. Er liegt am Fuß einer Anhöhe mit Aussichtspunkt, die bis zum 19. Jahrhundert ungeteilter Gemeindegrund war. Alte Hausnamen am Gißhibl (Steiner, Mahler, Schleifer) zeugen vom ältesten Schwangauer Handwerk, der Wetzsteinschleiferei. Vorherrschende Haustypen sind aber Bauernhäuser in Ständerbohlenbauweise (verputzt) mit Flachdächern, meist auch Bundwerk an Giebel und Tenne. Eine Besonderheit sind die zahlreichen Beispiele des nach dem Ort benannten „Schwangauer Hauses“, im Kern Ständerbohlenbauten mit offener Laube, auch „Schwangauer Laube“, deren Ursprung wohl in einem Haustyp des Bregenzer Waldes zu suchen ist. Die Häuser, meist des 18. Jahrhunderts, sind geostet, die traufseitige Laube nach Süden geöffnet. Für das Mitteldorf ergibt sich dadurch eine Straßenseite mit Lauben sowie gegenüber – charakteristisch für das Ostallgäu – eine Scheunenfront. Aktennummer: E-7-77-169-1.

## Baudenkmäler nach Ortsteilen

### Schwangau
| Lage                          | Objekt                             | Beschreibung | Akten-Nr.              | Bild                   |
| ----------------------------- | ---------------------------------- | --- | ---------------------- | ---------------------- |
| Am Berg 8 (Standort)          | Ehemaliges Bauernhaus              | geschlepptes Flachdach, Kern 2. Hälfte 18. Jahrhundert | D-7-77-169-1 Wikidata  | Ehemaliges Bauernhaus  |
| Colomanstraße 95 (Standort)   | Wallfahrtskirche St. Koloman       | Chor im Kern 2. Hälfte 15. Jahrhundert, sonst Neubau von Johann Schmuzer 1671/78, Turm 1682, Vorzeichen 1714; mit Ausstattung; östlich des Ortes auf freiem Feld. | D-7-77-169-24 Wikidata | weitere Bilder         |
| Füssener Straße 4 (Standort)  | Reiches Giebelbundwerk             | frühes 19. Jahrhundert | D-7-77-169-2 Wikidata  | Reiches Giebelbundwerk |
| Gißhibl 1 (Standort)          | Bauernhaus                         | Mittertennbau mit kräftigen Kopfbügen und Flugpfettenkniestock, im Kern Mitte 18. Jahrhundert                                                                     | D-7-77-169-3 Wikidata  | Bauernhaus             |
| Hieblerstraße 5 (Standort)    | Bauernhaus                         | verputzter Ständerbau mit verschaltem Giebelfeld und Längstenne (Schopf), 2. Hälfte 18. Jahrhundert                                                               | D-7-77-169-5 Wikidata  | Bauernhaus             |
| Hieblerstraße 13 (Standort)   | Schwangauer Bauernhaus             | offene Laube, Bundwerkgiebel und profiliertes Sturzbrett, über der Tenne bezeichnet 1777.                                                                         | D-7-77-169-6 Wikidata  | Schwangauer Bauernhaus |
| Kröb 17 a (Standort)          | Bauernhaus                         | Tennenbundwerk und profilierte Kopfbänder, im Kern Ende 18. Jahrhundert, Wirtschaftsteil verändert (vorgesetzter Neubau Nr. 17).                                  | D-7-77-169-7 Wikidata  | Bauernhaus             |
| Kröb 26 (Standort)            | Schwangauer Bauernhaus             | offene Laube, im Kern 1. Hälfte 18. Jahrhundert | D-7-77-169-8 Wikidata  | Schwangauer Bauernhaus |
| Mitteldorf 2 (Standort)       | Bauernhaus                         | Mittertennbau mit reichem Zierbund und Giebeltür, bezeichnet 1795.                                                                                                | D-7-77-169-9 Wikidata  | Bauernhaus             |
| Mitteldorf 18 (Standort)      | Schwangauer Bauernhaus             | offene Laube, Längsschopf und Bundwerkgiebel, über der Giebeltür bezeichnet 1791.                                                                                 | D-7-77-169-12 Wikidata | Schwangauer Bauernhaus |
| Mitteldorf 20 (Standort)      | Bauernhaus                         | Mittertennbau, Bundwerk über der Tenne und Kerbschnitt an der Flugpfette, 2. Viertel 19. Jahrhundert, erneuert.                                                   | D-7-77-169-13 Wikidata | Bauernhaus             |
| Mitteldorf 29 (Standort)      | Bauernhaus                         | mit Längsschopf, Bundwerkgiebel und verschaltem Vordachoberteil, über Tenne bezeichnet 1756.                                                                      | D-7-77-169-14 Wikidata | Bauernhaus             |
| Mitteldorf 32 (Standort)      | Benefiziatenhaus                   | geschnitzte Flugpfetten und Kopfbüge, Tennenbundwerk, im Kern um 1755.                                                                                            | D-7-77-169-15 Wikidata | Benefiziatenhaus       |
| Mitteldorf 34 (Standort)      | Katholische Filialkirche St. Georg | Langhaus und Turm 2. Hälfte 15. Jahrhundert, Sakristei 1711, Chorneubau 1846; mit Ausstattung.                                                                    | D-7-77-169-16 Wikidata | weitere Bilder         |
| Münchener Straße 2 (Standort) | Holzdecke                          | mit geschnitzten Balken, bezeichnet 1518; 1968 aus dem abgebrochenen Pfarrhof Waltenhofen in das Bürgermeisterzimmer des Rathauses übertragen.                    | D-7-77-169-52 Wikidata | BW                     |
| Münchener Straße 4 (Standort) | Bauernhaus                         | Mittertennbau, 1. Hälfte 19. Jahrhundert | D-7-77-169-17 Wikidata | Bauernhaus             |
| Oberdorf 6 (Standort)         | Bauernhaus                         | Mittertennbau mit Hakenschopf, 1. Hälfte 18. Jahrhundert | D-7-77-169-20 Wikidata | weitere Bilder         |
| Schmiedstraße 8 (Standort)    | Ehemaliges Bauernhaus              | Flachdachhaus, im Kern Mitte 19. Jahrhundert, erneuert. | D-7-77-169-22 Wikidata | Ehemaliges Bauernhaus  |
| Unterdorf 7 (Standort)        | Tennensturzbalken                  | mit Zimmermeisterinschrift, wohl noch 18. Jahrhundert | D-7-77-169-23 Wikidata | Tennensturzbalken      |

### Alterschrofen
| Lage                         | Objekt              | Beschreibung                                                                               | Akten-Nr.              | Bild           |
| ---------------------------- | ------------------- | ------------------------------------------------------------------------------------------ | ---------------------- | -------------- |
| Bullachbergweg 34 (Standort) | Schloss Bullachberg | stattlicher Walmdachbau mit Rundturm, 1904 von Eugen von Drollinger; auf bewaldetem Hügel. | D-7-77-169-25 Wikidata | weitere Bilder |

### Brunnen
| Lage                    | Objekt                      | Beschreibung | Akten-Nr.              | Bild                        |
| ----------------------- | --------------------------- | --- | ---------------------- | --------------------------- |
| Seestraße 67 (Standort) | Wohnteil eines Bauernhauses | Schwangauer Typ mit offener Laube, Kopfbügen, Andreaskreuzen und bemalten Balkenköpfen, 3. Viertel 18. Jahrhundert, in jüngerer Zeit verändert. | D-7-77-169-26 Wikidata | Wohnteil eines Bauernhauses |

### Hohenschwangau
| Lage                                               | Objekt                                                                     | Beschreibung | Akten-Nr.              | Bild                                                                       |
| -------------------------------------------------- | -------------------------------------------------------------------------- | --- | ---------------------- | -------------------------------------------------------------------------- |
| Alpseestraße 11 (Standort)                         | Ehemaliges königlich bayerisches Forstamtsgebäude, jetzt Forstdienststelle | zweigeschossiger Putzbau mit Satteldach, Kniestock und giebelseitiger Fachwerkauslucht, um 1889; Nebengebäude mit Waschküche und Wildkammer, eingeschossiger Satteldachbau mit verkleidetem Giebel, wohl gleichzeitig | D-7-77-169-69 Wikidata | Ehemaliges königlich bayerisches Forstamtsgebäude, jetzt Forstdienststelle |
| Alpseestraße 20, 22, 24 (Standort)                 | Verwaltungsgebäude                                                         | ehemals untere Wagenremise des Schlosses Hohenschwangau, erbaut bis 1845 von Georg Friedrich Ziebland, Flachdach mit Legschindeln, 11 Tore mit Beschlägen. | D-7-77-169-27 Wikidata | weitere Bilder                                                             |
| Alpseestraße 23, Neuschwansteinstraße 2 (Standort) | „Jägerhaus“                                                                | Neurokokobau mit Stuckgliederung und Walmdach, um 1910. | D-7-77-169-31 Wikidata | weitere Bilder                                                             |
| Alpseestraße 25 (Standort)                         | Schloßbräustüberl                                                          | (ehemals unteres Stallgebäude des Schlosses Hohenschwangau), neugotischer Bau mit Treppengiebel, seitlich 7 getreppte Zwerchgiebel, gemaltes Wappen bezeichnet 1844; von Georg Friedrich Ziebland über älterer Grundlage. | D-7-77-169-28 Wikidata | weitere Bilder                                                             |
| Alpseestraße 27, 27 a, 27 b (Standort)             | Hotel Alpenrose                                                            | stattlicher Hotelbau in pompösem Jugendstil, die Südwestecke abgerundet mit 2 Arkadengalerien, Loggia und Türmchen, Blattfries an der Kehle des Traufgesimses, im Kern 2. Hälfte 18. Jahrhundert, 1905 umgestaltet; Nebengebäude, Jugendstil-Barock, gleichzeitig, Arkadengang zum Hauptbau. | D-7-77-169-29 Wikidata | weitere Bilder                                                             |
| Alpseestraße 30, 30 a (Standort)                   | Schloss Hohenschwangau                                                     | würfelförmiger viergeschossiger Massivbau mit flachem Walmdach, einem rechteckigen und drei polygonalen Ecktürmen über rundem Unterbau, Erkern, Zinnenbekrönung, Balkon auf Säulen sowie nördlich dreigeschossigem Torturm mit polygonalen Ecktürmchen, neugotisch, mittelalterliche Burg 1397 zuerst erwähnt, 1538–1547 durch Lucio di Spazzi Neubau unter Verwendung älterer Teile, 1832–38 durch Domenico Quaglio und Joseph Daniel Ohlmüller Instandsetzung und Ausbau zum Schloss, 1839–55 durch Georg Friedrich Ziebland fertiggestellt; mit Ausstattung; ehemaliges Oberes Stallgebäude, sogenannter Fürstenbau, zweigeschossiger Satteldachbau mit südwestlich polygonalem Eckturm, Zinnenbekörnung, Loggia und Segmentbogenfenstern, 1853/54 durch Ziebland umgestaltet; Kavaliersbau, zweigeschossiger Satteldachbau mit getrepptem Giebel, Treppenturm am Ansatz zum Fürstenbau und Zinnenbekrönung, 1851–55 durch Ziebland errichtet; Wehrmauer mit Zinnen und nördlich Brunnen mit Löwenkopf nach Entwurf von Ludwig von Schwanthaler, darüber Wandbild von Franz Xaver Glink, zeitgleich; Schlosstor, segmentbogige Durchfahrt mit Zinnen und Wappenreliefs, zeitgleich; Brunnen, sogenannter Löwenbrunnen, rundes Becken mit von vier Löwen getragener Wasserschale, zeitgleich von Schwanthaler; Brunnen, sogenannter Schwanenbrunnen, Becken mit Bronzeschwan, zeitgleich von Ludwig Schaller; Schlosspark, südlich und westlich des Hauptbaus zeitgleich durch Quaglio angelegt; Schlosstor, segmentbogige Durchfahrt mit Zinnen, zeitgleich; Orangerie, erdgeschossiger Satteldachbau auf hohem zweigeschossigem Sockel mit südlich verglaster Fassade, Zinnen und segmentbogiger Einfahrt, zeitgleich | D-7-77-169-30 Wikidata | weitere Bilder                                                             |
| Bleckenau 2 (Standort)                             | Ehemalige Jagdhütte König Maximilians II.                                  | im Stil eines Schweizerhauses, um 1845, 1948 mit Kniestock versehen; zugehörig sogenanntes Holzfällerhaus, Blockbau, frühes 20. Jahrhundert, mehrfach erweitert; im Pöllattal, in der Bleckenau. | D-7-77-169-53 Wikidata | weitere Bilder                                                             |
| Gipsmühlweg 97 (Standort)                          |                                                                            | Zugehöriges Sägewerk, Mitte 19. Jahrhundert, 1889 teilweise erneuert und 1901/02 erweitert; mit technischer Ausstattung. | D-7-77-169-34 Wikidata |                                                                            |
| Neuschwansteinstraße 17 (Standort)                 | Burggaststätte Neuschwanstein                                              | Jugendstilbau mit Bauteilen, die für Neuschwanstein bestimmt waren, z. B. Säule am Vordach des Eingangs. | D-7-77-169-32 Wikidata | weitere Bilder                                                             |
| Neuschwansteinstraße 20 (Standort)                 | Schloss Neuschwanstein                                                     | in neuromanischen Formen unter König Ludwig II. 1869/92 erbaut durch Christian Jank, Georg von Dollmann und Julius Hofmann; mit Ausstattung. | D-7-77-169-33 Wikidata | weitere Bilder                                                             |
| Schwangauer Straße 1 (Standort)                    | Villa                                                                      | mit doppelt gebrochenem Mansard-Walmdach und Loggien, modern-historisierend, 1912. | D-7-77-169-35 Wikidata | Villa                                                                      |
| Schwangauer Straße 23 (Standort)                   | Villa                                                                      | asymmetrischer Neubarockbau mit Veranda, übergiebeltem Seitenrisalit mit Runderker, Putzgliederungen, nach Plänen von Alexander von Wagner 1903 erbaut; mit Gartentor. | D-7-77-169-36 Wikidata | Villa                                                                      |
| (Standort)                                         | Denkmal für die abgegangene Burg Frauenstein                               | 2. Hälfte 19. Jahrhundert; auf dem Berzenkopf. | D-7-77-169-39 Wikidata | weitere Bilder                                                             |
| (Standort)                                         | Denkmal für Königin Marie v. Bayern                                        | Sandstein, 2. Hälfte 19. Jahrhundert; am südlichen Alpseeufer. | D-7-77-169-38 Wikidata | Denkmal für Königin Marie v. Bayern                                        |
| (Standort)                                         | Marienbrücke                                                               | Stahlfachwerk-Konstruktion, 1866 von der Maschinenbau-Gesellschaft Klett und Co an Stelle eines hölzernen Vorgängers; über der Pöllatschlucht. | D-7-77-169-55 Wikidata | weitere Bilder                                                             |
| (Standort)                                         | Mauerreste                                                                 | wohl zum Komplex der alten Schwangauer Burgen gehörig; westlich der Marienbrücke auf dem Felsen. | D-7-77-169-40 Wikidata | BW                                                                         |
| (Standort)                                         | Schwanseepark                                                              | ursprünglich zu Schloss Hohenschwangau gehöriger Landschaftspark, 1838–64 nach Plänen von Carl August Sckell angelegt; nordwestlich des Schlosses in der Niederung zwischen dem Schwansee und der Straße nach Füssen. | D-7-77-169-54 Wikidata | Schwanseepark                                                              |
| (Standort)                                         | Steinsessel                                                                | wohl vorgeschichtlich; bei der Bootshütte der Wittelsbacher am Alpsee. | D-7-77-169-37 Wikidata | Steinsessel                                                                |
| (Standort)                                         | Sogenannte „St.-Mang-Grube“                                                | Eingang zum Bergwerk, teilweise Verbau (mächtige Balken) noch erhalten, wohl 16. Jahrhundert; am Älpeleskopf. | D-7-77-169-41 Wikidata | BW                                                                         |

### Horn
| Lage                                                      | Objekt                | Beschreibung | Akten-Nr.              | Bild                  |
| --------------------------------------------------------- | --------------------- | --- | ---------------------- | --------------------- |
| Am Ehberg 32, 34 (Standort)                               | Bauernhaus            | längsgeteiltes Doppelhaus, Westteil über der Tenne bezeichnet 1767; Ostteil mit Giebeltür und stichbogigem Tenntor im Giebel, erbaut 1842.                             | D-7-77-169-42 Wikidata | Bauernhaus            |
| Frauenbergstraße 56 (Standort)                            | Ehemaliges Bauernhaus | Ständerbau mit zum Teil gemauertem Wohnteil, Schwangauer Laube, Kreuztenne, Bemalungsreste, profilierte Sturzbretter, bezeichnet 1783, Bau im Kern 17./18. Jahrhundert | D-7-77-169-44 Wikidata | Ehemaliges Bauernhaus |
| Forggenseestraße zwischen Horn und Waltenhofen (Standort) | Säulenstumpf          | Kalkstein, 16. Jahrhundert; an der Straße nach Waltenhofen. | D-7-77-169-46 Wikidata | weitere Bilder        |

### Waltenhofen
| Lage                           | Objekt                                        | Beschreibung | Akten-Nr.              | Bild           |
| ------------------------------ | --------------------------------------------- | --- | ---------------------- | -------------- |
| Forggenseestraße (Standort)    | Katholische Kapelle St. Magnus                | erbaut 1734; mit Ausstattung. | D-7-77-169-51 Wikidata | weitere Bilder |
| Forggenseestraße 61 (Standort) | Bauernhaus                                    | verputzter Ständerbau mit Giebelbundwerk unter verschaltem Giebel-Oberteil, bezeichnet 1690.                                                 | D-7-77-169-47 Wikidata | Bauernhaus     |
| Forggenseestraße 72 (Standort) | Bauernhaus                                    | Mittertennbau mit offener Laube, eingezogenem Tenntor, offener Bohlenwand, im Kern 2. Hälfte 18. Jahrhundert                                 | D-7-77-169-48 Wikidata | Bauernhaus     |
| Forggenseestraße 73 (Standort) | Wohnhaus                                      | Halbwalmdach, Obergeschoss verschalter Holzbau, 1. Hälfte 19. Jahrhundert                                                                    | D-7-77-169-49 Wikidata | Wohnhaus       |
| Forggenseestraße 77 (Standort) | Katholische Pfarrkirche St. Maria und Florian | im Kern mittelalterlich, Anfang 16. Jahrhundert erweitert und erhöht, 1712/15 barockisiert, Sakristei 1757, 1837 Oratorium; mit Ausstattung. | D-7-77-169-50 Wikidata | weitere Bilder |

## Ehemalige Baudenkmäler
In diesem Abschnitt sind Objekte aufgeführt, die früher einmal in der Denkmalliste eingetragen waren, jetzt aber nicht mehr. Objekte, die in anderem Zusammenhang also z. B. als Teil eines Baudenkmals weiter eingetragen sind, sollen hier nicht aufgeführt werden. Aktennummern in diesem Abschnitt sind ehemalige, jetzt nicht mehr gültige Aktennummern.

| Lage                                     | Objekt                                   | Beschreibung                                             | Akten-Nr.              | Bild                                     |
| ---------------------------------------- | ---------------------------------------- | -------------------------------------------------------- | ---------------------- | ---------------------------------------- |
| Schwangau Mitteldorf 12, 12 a (Standort) | Zierbund und verschaltes Giebel-Oberteil | 2. Hälfte 18. Jahrhundert                                | D-7-77-169-10 Wikidata | Zierbund und verschaltes Giebel-Oberteil |
| Schwangau Mitteldorf 16 (Standort)       | Schwangauer Bauernhaus                   | mit offener Laube, um 1800.                              | D-7-77-169-11 Wikidata | Schwangauer Bauernhaus                   |
| Schwangau Oberdorf 3 (Standort)          | Bauernhaus                               | Mittertennbau, am Sturzbalken der Tenne bezeichnet 1761. | D-7-77-169-19 Wikidata | Bauernhaus                               |
| Schwangau Schmiedstraße 7 (Standort)     | Tennensturzbalken                        | bezeichnet 1767                                          | D-7-77-169-21 Wikidata | Tennensturzbalken                        |
| Horn Am Lechrain 22 (Standort)           | Bundwerk-Ziergiebel                      | spätes 18. Jahrhundert                                   | D-7-77-169-43 Wikidata | Bundwerk-Ziergiebel                      |